# 自慰

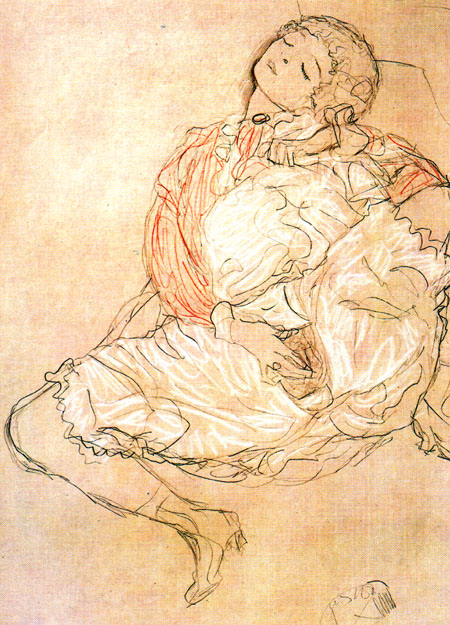
，古斯塔夫·克林姆于1916年繪制

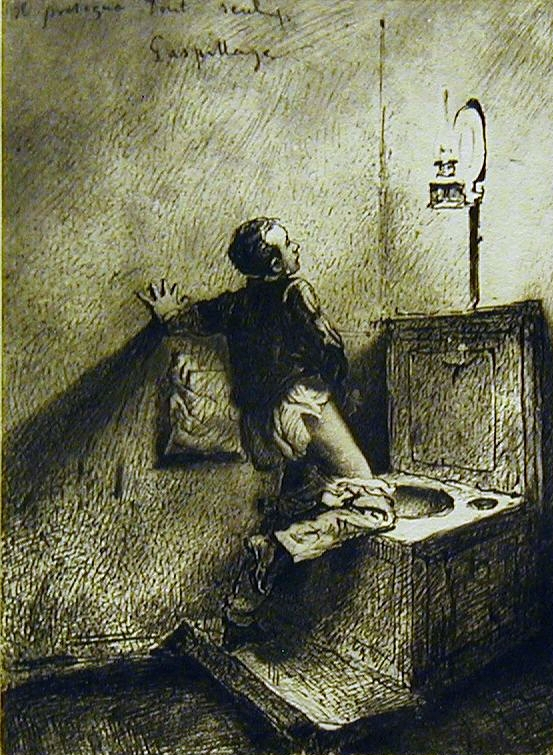
以自慰为主题的銅雕画，19世紀匈牙利绘画家Mihály Zichy的作品

自慰，又称自渎、自淫、手淫，是指对自己性器官進行性刺激，而达到性兴奋和性高潮、获得性快感的性行為。自慰時可能用手、手指、日常物品或專業的性玩具等來進行性刺激。伴侶間互相刺激性器官的行為稱為相互抚慰，可取代插入式性行為。研究發現自慰雖然有各種不同形式，但皆為普遍存在的人類行為，無分性別與年紀，雖然頻率會有變化。“淫”在中文中有「過多」、「沉迷」和「不正當」的意思，「瀆」則有「不尊重」的意思，都屬于貶義詞，故此現代比較傾向稱其為自慰，因為科學家並未發現適當的自慰與任何形式的心理或生理異常之間有關。
自史前時代開始，許多藝術和文學作品就已有關於自慰的描繪。在18—19世紀時，部分歐洲的神學家和醫生曾用「可憎」、「可悲」和「醜陋」來形容自慰行為，但到了20世紀，將自慰視為禁忌的觀念已經逐漸不復存在。在藝術、流行音樂、電視、電影和文學中對於自慰的討論和描繪持續增加。各宗教間對於自慰則有不同見解，有些宗教認為自慰會造成靈性層面的傷害，有些宗教則認為自慰在靈性層面上並無害，而亦有宗教對自慰採用情境道德的觀點。從古至今，自慰的合法性也經過多次變遷，而公開自慰在現今大多數的國家屬違法行為。
在西方世界，私下或與伴侶間的自慰通常被認為是健康正常的性健康，許多正规的醫療機構也在宣傳折頁或政策中表達同樣的看法。科學家也觀察到不同物種的許多動物亦有自慰行為。

## 詞源
自慰的英語「masturbation」在18世紀便已经出现，其由拉丁文「masturbari」演變而來，與更專門及更早出現的「onanism」並用。拉丁文動詞「masturbari」的來源並未確定，但據推測為陰莖「mazdo」的同義詞，其與希臘文中的生殖器「mézea μέζεα」相近。或是「manusturpare」（用手污瀆）的变体，但此說法未曾證實。
「手淫」一词源于何时尚待考证，光绪二十五年十月（1899年）在上海刻印的刘仲衡著作《中西汇参铜人图说》便有提到「若手淫自泄，伤身更甚，每有青盲聋懵之症」。「自慰」一詞則由日本的生物學家山本宣治及性學家小倉清三郎為去除污名化而提出，其後，漢字文化圈便廣泛應用之，很多性学家都推荐使用「自慰」一詞。

## 不同称呼

### 中文
不同地区、不同时期都有不同俚语：
- 男性自慰俗称包括：撸管[19]、撸且、毛管[20][21]、抹管（陕西）、手罔弄、拍手銃[22]（閩南語）、打空包彈[20]、左手/右手神功、看圖打故事[21]、五個打一個[23]、手交（手交也指与性伴侣之间的互相手淫性行为）、打JJ（JJ谐音鸡鸡，鸡鸡在汉语里是阴茎的俗称）、打飛機，导管，打炮[24]、打槍、打手槍（南方）、尻尻、尻槍、尻手槍[19]、打手铳[25]、打手寸（铳的变音）、打手筒（铳的变音）、搓杆子、挊（网络语言，挊本是弄的异体字，这裏表示用手上下抚弄生殖器）、找五姑娘[26]、陪十姐妹與OGC（網絡颜文字，似人躺卧手淫状，OGC、G看作两手C加阴茎—、C则是两腿）、手冲、發电报（青海方言）[24]等。
- 女性自慰俗称包括：找五公子、打潛艇、O>C（颜文字，“>”似两手）、磨豆浆、撸蒂（相对于男性「撸管」，网友自造词）、窊（网络语言，窊本义是低洼，这裏表示用瓜类自慰）等。
- 古时候的男性自慰俗称包括：弄拂尘、弄拂辆[27]、打手铳[25]、放手铳[25]、打马枪[27]、打秋儿、剡鸡巴[27]、手活[27]、砍椽子[24]、弄丫丫[27]等。除了这些俗称，古代文学作品裏也用隐晦的句子暗示手淫，如《西厢记》[28]和《红楼梦》[29]中，都用了「指头儿告了消乏」来暗喻手淫[30]。

### 英文
儘管英語的「masturbation」仍是「自慰」的正式用詞，但人們经常使用許多的俚语來替代它，比如「playing with yourself」、「pleasuring oneself」（自我享樂）。常見的俚語則有「fap」、「frigging」、「jackie」、「jack off」、「jerk off」、「wanking」。常見於近代早期的俚语有「Self-abuse」（自我濫用）和「self-pollution」（自我污染），这兩詞仍存於現代詞典中。

### 日文
日语中「自慰」的正式用詞有オナニー。而俚语则有等说法，有人甚至发明了自慰发电机。

## 方法

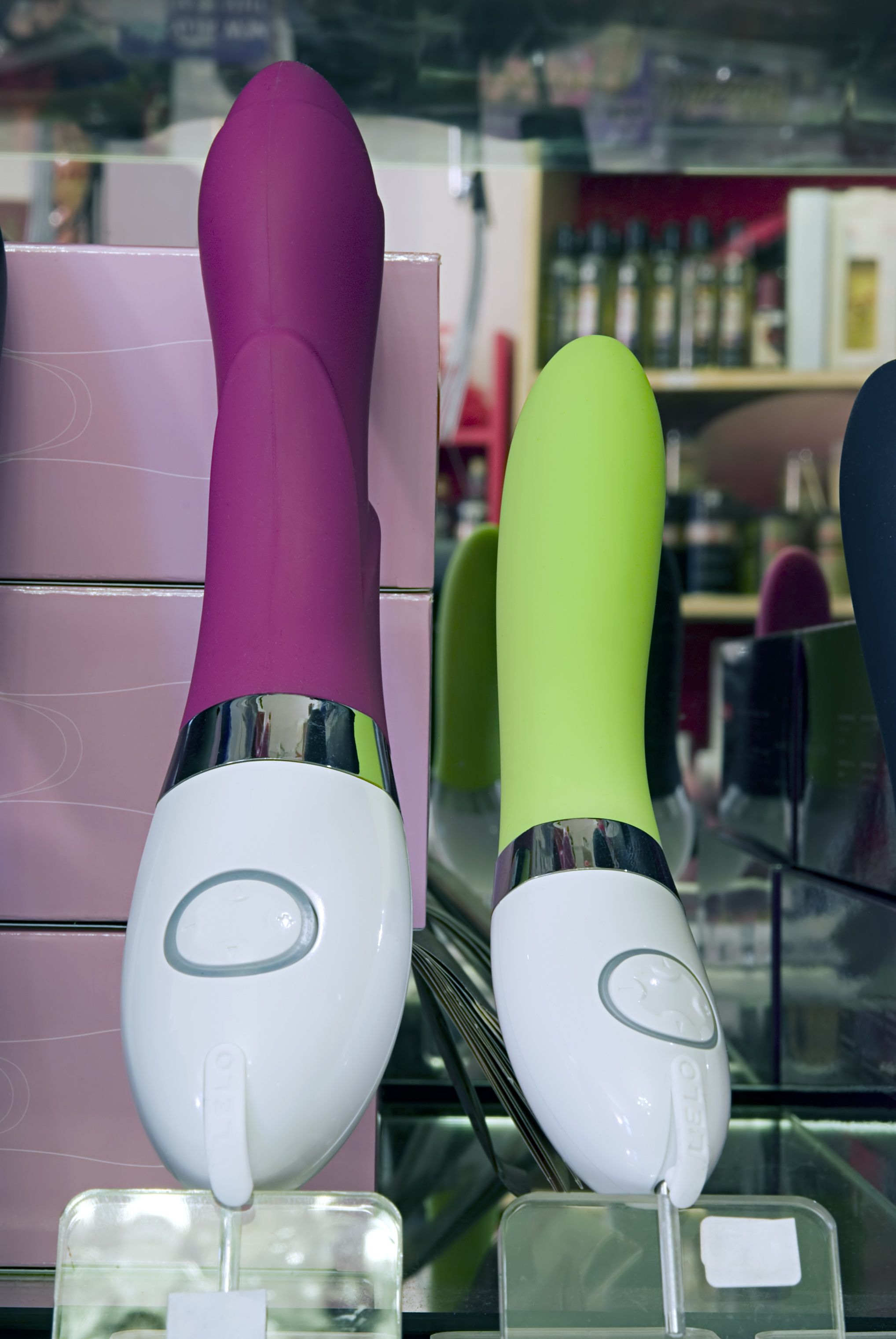
在成人用品店售賣的電動按摩棒

自慰包括以下方式：用手指或枕頭等物品按壓或摩擦性器官；把手指或其他物品插入陰道或肛門；用電動按摩棒刺激陰莖或陰戶，其中按摩棒亦可插入陰道或肛門。此外，男女也都可能在自慰時觸摸、摩擦、捏夾乳頭或其他性感帶來進行性刺激，有時亦會使用潤滑液來加強感受。
自慰時經常會伴隨著閱讀或觀看色情作品，比如《阁楼》和《花花公子》等，以至色情影碟。人們也常會在自慰時回想記憶中的畫面，比如回忆起自己和伴侶做爱的情形。自慰行為可能被儀式化，各種不同的戀物和特殊性癖好等也有可能被加入自慰行為中。部分行為可能會造成傷害甚至致命，其中包括窒息式性愛和自我綁縛。
有些人可藉由插入物品至尿道中獲得性快感，除了專門的性玩具外，也有人插入原子筆或溫度計等其他物品，但這樣的行為可能會造成尿道受傷或感染。有些人則使用能模擬性交的機器來自慰。
男女兩性皆可以在接近高潮時停止自慰，靜待片刻然後繼續。這樣的循環可以重複進行並可能讓人達到更強烈的性高潮。

### 女性

一位女性自慰示意圖

女性最常見的自慰方式是以食指和中指，上下或环形地重複摩擦小陰唇或阴蒂:267。有時可用一根或一根以上的手指插入陰道後，重複撫摸G点所在的前壁周圍。也可使用按摩棒、假陽具、跳蛋或陰道球等輔助工具。有的女性會同時使用另一隻手撫摩乳房或刺激乳頭，或刺激肛門附近、会阴等部位。有些女性會在自慰過程中使用潤滑液，尤其是在有插入行為時，但亦有些女性過程中分泌的天然潤滑液就已經足夠。
常見的女性自慰姿勢包括俯或仰臥、坐、蹲、跪、站。在浴缸或淋浴間進行自慰的女性可用自來水刺激其陰蒂和外陰。俯臥時可用手、枕頭、床的角落或邊緣、一位伴侣的腳、捲起來的毛巾刺激；站立時可用家具的角（如椅子）刺激；有一些自慰方式僅施加壓力到陰蒂而不直接接觸，例如在隔着一層內衣或其他衣物的情況下，以手壓向陰蒂。哈维洛克·艾利斯於20世紀20年代報告說女裁縫可籍着坐在腳踏式縫紉椅子的邊緣來達至性高潮。
女性可以通過夹腿挤压外阴來産生性快感，這可能會在公眾地方且沒人注意到的情況下進行。回想以前关於性衝動及高潮的经歷能產生性興奮。有些也可能在騎自行车時透過座子和座垫摩擦自己的阴部。有些女性可以用意志力達至高潮，雖然這因為沒有物理刺激而可能不符合自慰的定義。

### 男性

一位男性自慰示意圖

最常見的男性自慰方式是握住陰莖後上下摩擦移動，這種類型的刺激通常最後会使當事人達至性高潮和射出精液，手部移動的速度會在過程中有所不同，且通常会在臨近射精時加快，射精時減慢，因為進一步的刺激一般会使人感到不適:268。
男性自慰的方式在有進行包皮切割的人與没有進行包皮切割的人之間可能有所不同。一些方式在一方可能是可行的，但在另一方則較為困難，甚至不可能做到。對於没有進行包皮切割的人來說，陰莖的刺激通常來自包皮的抽動:382，因此男性自慰的時候包皮会被握住，並在龜頭上面上下滑動——完全或部分地覆蓋龜頭（這與包皮的長度有关）然後在手部的快速移動中顯露出來，当中包皮外層会順暢滑過包皮內層。龜頭本身亦可能因不斷刺激而變寬及變長，顏色也變得更为深色，而包皮的滑行動作可以減少摩擦。這種方式亦可以在部分進行包皮切割後其包皮仍足夠实行的男性上進行。
對於有進行包皮切割的人來說，其龜頭大部分或完全裸露，令手和龜頭之間更直接地接觸:121，為了避免因摩擦而起的炎症和疼痛，有些人可能會使用潤滑劑、自慰潤滑乳膏或唾液來進行潤滑。
此外，也可以只用食指和拇指圍繞陰莖來回滑動的方式自慰，在這一變種中食指和拇指圍成圈並對陰莖來回揉動，也有人把陰莖夾在中指、食指與大拇指的指尖上下搓揉。還有臉朝下且趴在令人感到舒適的表面上，再以陰莖像性交般摩擦它，亦是一種可行的自慰方式，但這方式有可能會導致日後在性交時難以激發性慾，然而金賽研究所的性健康教育家黛比·班尼克（Debby Herbenick）則表示此结論仍待進一步研究驗證。男性还可能使用吸陰莖器及塑膠娃娃來自慰。
男性的自慰方式有很多變化。一些男性也可能以摩擦或撫摸龜頭的方式來自慰；一些還用雙手來自慰；一些則以他們另一隻手愛撫他們的睾丸、乳頭或身體其他部位。其中乳頭是性感帶，自慰時積極地刺激它通常會令陰莖更快勃起。有些人可能會令自己的手保持不動，並抽動盆腔以模擬性交的動作。一些則用女性常用的按摩棒或其他性用品自慰。一些極為靈活的男性可能用自己的舌頭或嘴唇來進行自我口交。
前列腺是其中一種負責分泌前列腺液的器官。由於前列腺比較敏感，故此有的男性會直接利用潤滑后的手指或假陽具經肛門插入直腸刺激它。從外部經會陰部施加压力，刺激前列腺，也能使人感到愉悦。有些人還只享受用手指或其他方式刺激肛門，而沒有對前列腺作出任何刺激。

## 互相抚慰
互相抚慰是指兩個或以上的人互相性刺激對方，通常用手進行。不論實施者持有任何性取向，都可以進行此行为。该行为可以用作前戲，或替代性交。以互相抚慰替代性交的目的可能是避免失貞或妊娠的風險。
互相抚慰可由伴侣或集體進行，且不論是否直接接觸他人的性器都可行，例如：
- 非直接接觸式互相抚慰：

兩個人彼此抚慰但不直接接觸性器。
- 接觸式互相抚慰：

一人給另一人抚慰，且另一人給自己自慰期間或之後也為對方抚慰。
- 非直接接觸式集體抚慰：

多於二人在場給其他人互相抚慰但不直接接觸性器。
- 直接接觸式集體抚慰：

兩人以上在場實際接觸對方的性器互相抚慰。
- 前戲中的相互抚慰：

刺激對方的性器且最終進行性交。
- 異性或同性互視自慰：

相互觀賞對方自慰之姿態，之後不一定性交。

## 頻率、年齡和性別
自慰的頻率由多種因素決定，例如對性緊張的抵抗、影響性喚起的激素水平、性生活習慣、同伴影響、健康狀況、自身文化對自慰的態度，某些疾病也與自慰相關，故此自慰的頻率因人而異且没有標準，自慰只有在影響日常生活或社交，或導致生殖器疼痛等問題時，才会被认为过度。
不同的研究發現，自慰在人類中是十分常見的。阿尔弗雷德·金赛於20世紀50年代在美國進行的研究顯示，92％男性和62％女性在其一生中有進行自慰行为。類似的結果也出現於2007年的英國人隨机抽樣調查，其發現16至44歲的人中，95％男性和71%女性在一生中有進行过自慰行为，73％男性和37％女性在調查四周前有進行过自慰行为；而53％男性和18%女性在過去7天有進行过自慰行为。
在1931年，心理学家周调阳對北平市（现在的北京）的几所大学进行调査，發現353名男大学生中301名（86%）曾有自慰:315。2000年，对中國內地38所大学15000名男女学生的调查发现58.4%男生与24%女生有过自慰:316。據中國性學家潘绥铭於2015年就18-61岁人口進行的中國公民隨机抽樣調查顯示，64.5％男性和22.6%女性有進行过自慰行为；过去的12个月里，已婚女性和男性中分別有12.9％和42.6％有進行过自慰行为。
《默沙東診療手冊》提供了以下的統計數據：97％男性和80%女性有進行过自慰行为。它還指出一般而言，男性進行自慰的頻率高於女性，且別人的批評會對自慰者產生負面影響。
孩童以至幼兒進行自慰行为也是正常的。2009年，谢菲尔德NHS信托基金会發出一個名為《樂趣》（Pleasure）的小冊子，其討論自慰對健康的益處，回應從其他歐盟成員國得來的數據和經驗，目的是為了減少青少年懷孕和性傳播疾病，並推广健康的生活習慣。
根據日本性教育協會的性行為調查，男性比女性更早經歷自慰。根據全球調查（2018），在18個國家中，日本的初次自慰年齡最小（平均14.6歲）。
《认识性学》（Human Sexuality: Diversity in Contemporary America）一書中指出「一個男嬰可能因玩弄勃起的陰莖而在他的嬰兒床上發笑。」「女嬰有時会有節奏擺動自己的身體，一般都是較劇烈，看似體驗到性高潮。」意大利婦科醫生喬治歐·吉奧爾吉（Giorgio Giorgi）和馬可·西卡第（Marco Siccardi）通過超聲波觀察到一個女性胎兒可能在自慰，並達至高潮。
人們普遍認為，不論性別，性關係並不活躍的人往往較活躍的人更頻繁地自慰。然而，这一觀点是不正確的，與傳統觀念相反，一些研究顯示實際自慰的頻率和性交頻率呈正相關。一項研究顯示，有性關係的同性戀者擁有顯著較高的自慰頻率。
庫恩和米特雷爾表示：「已婚女性和男性中，大約70％至少偶爾地自慰。」

## 演化學觀點
女性自慰會改變陰道、子宮頸和子宮的环境條件，改變受孕的機會，這取決於自慰的時間。女性受精前1分鐘至45分鐘後之間達到高潮較有利於精子到達她的卵子。如果她與多於一名男性性交，這樣可能会增加他們其中一个射出的精子到達卵子，以至受精懷孕的可能性。也可以通過女性自慰時所增加宮頸粘液酸度以保護宮頸免受感染。
男性自慰會把舊的低能動性精子從男性的生殖道去除，下一次射精時的精子會更新更好，令性交時達到受孕的可能性增加。如果女性與多於一名男性性交，具有最高活力的精子的競爭力会較高。

## 對健康的影響
醫學共識是，自慰是一種性健康及心理上正常的習慣。據《默沙東診療手冊》，「只有当手淫行为抑制了伴侣之间的性行为，或者在公开场合进行，以及成为强迫性冲动行为造成困扰时才被认为是不正常的。」
在美國，直到《精神疾病診斷與統計手冊第二版》出版以前（1968年），自慰是一種可診斷的心理問題，美國醫學協會在1972年一致地聲明自慰是正常的行为。
雖然中國傳統有精液是人体精華、还精補腦等思想，中医亦有房劳肾虚的說法，但是肾虚在現代医学被認为是與文化相關的精神障礙，是由對「精」損耗的焦慮及疑病導致。據文榮光及王經綸於1977年7月至11月間在台灣進行的研究顯示：没有性功能障礙的肾虛病例中，病患的精神病理達至精神官能症的水準，且都被診斷出不同的心理問題。
北京市中醫管理局和北京中醫協會於2011年發表的著作《中医萬問 保健篇》指出：「一般而言，手淫的害處並不在於手淫本身，而是在於手淫帶來的心理挫傷。手淫後的恐懼心理……才是一切手淫危害的真正根源」。

### 一般好處
性治療師有時會建議女性患者花時間來相互抚慰達到高潮，以幫助提高性健康和關係，因為相互抚慰可令性關係更令人滿意和增加親切感。
許多精神衛生界人士認為自慰可以緩解抑鬱並提高自尊。自慰也在其中一個伴侣的性需要較另一方多時格外有幫助，在這種情況下自慰提供了一個平衡的作用，因而關係能更和諧。
相互抚慰，通過觀察一個伴侣手淫，可以找出怎樣才能取悦對方。性交本身往往是不方便或不可行去使大部分人得到足夠的性釋放，相互抚慰能令夫妻互相享受和獲得性釋放，但沒有不便和相關風險。
对于自慰与前列腺癌患病风险的关系，主流医学界偏向于自慰對其有益或无关。
自慰能促進睡眠：以自慰或其他方式達至性高潮，一般会令人達至輕鬆和滿足的狀態，其後睡意緊隨，特別是在床上自慰。
一个研究显示，一组只有性交经验的人的血压比另一组在性交的同时也进行一次或多次自慰的人的血压要低。
一些專業人士認為自慰能使心血管得以鍛煉。雖然研究仍尚很少，患有心血管疾病的患者（尤其是康復中的心肌梗死或心臟病患者）應該能夠繼續嚴謹地就着他們的身體狀況進行體力活動（包括性交和自慰）。根據發表在新英格蘭醫學雜誌的一項研究，真實的性交的能量消耗略有增加。
一項研究發現免疫系统的一部分會於自慰期間變得活躍，使得血流中的白血球數量增加。

### 風險
不論男女，以插入物件來輔助自慰的人都可能有卡着的風險（例如肛門異物），相关例子有德國一名女子，她往膀胱插進兩支鉛筆後，因鉛筆刺穿了她的尿道而被送院。
男性的陰莖可能在性交或自慰時用姿不當而受到閉合性損傷、弯曲或其他損傷，繼而導致陰莖折斷或陰莖硬結病。有包莖問題的人，試圖向身體拉回包皮時可能会为陰莖帶來傷害。
一小部分男性患有性高潮後病情症候群（POIS），患者無論通过自慰或性交射精，之後可能會感到全身肌肉嚴重疼痛，以及其他相关的症狀，症狀可持續長達一周。一些醫生推測性高潮後病情症候群在民眾中出現的机率可能比已經在學術文獻中報告的更大，而且許多性高潮後病情症候群患者尚未確診。
強迫自慰和其他強迫行為可能是情感問題顯現出來的跡象，這可能需要由精神衛生專家來解決。對於任何「神经質的習慣」，思考強迫行為的原因比試圖壓制自慰更有幫助。
青少年自慰有助於他們掌握性衝動的感覺，而且它会在前青春期及青春期期間的身體和情感發展中發揮作用。嬰兒和幼兒会把生殖器像自己的耳朵或腳趾一樣拿來玩耍，如果這樣的玩耍成為常態，就應尋找背後的根本原因，比如孩子感到緊張及需要安慰、其他人反應過度、尿路感染、过於無聊、醫学問題、不適合其年齡的性知識、早熟、參與性化的遊戲、被性暴力對待（sexualized aggression）、被性挑逗。

## 歷史與社會

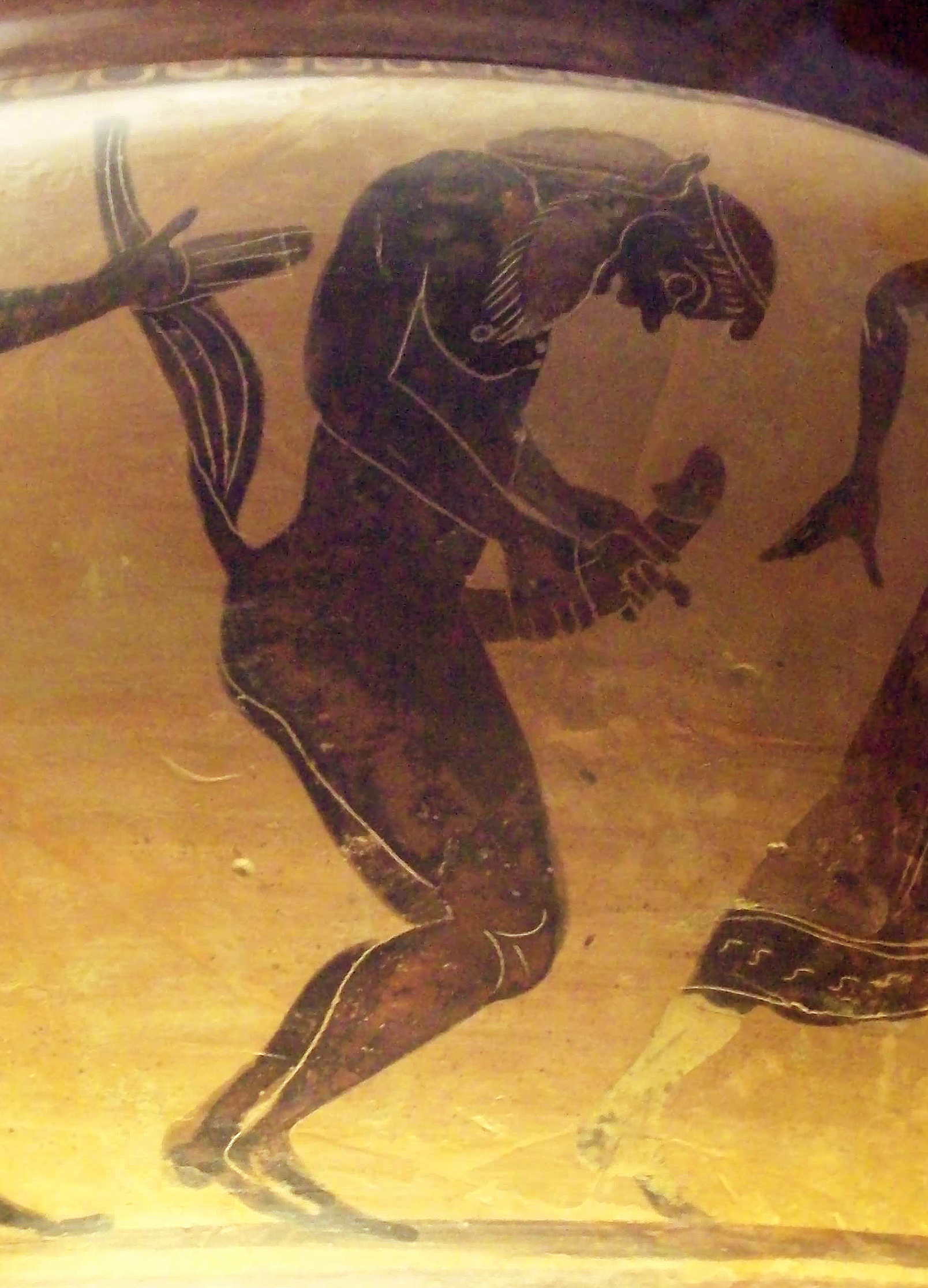
公元前6世紀的古希腊繪畫，描绘薩堤爾的自慰行为

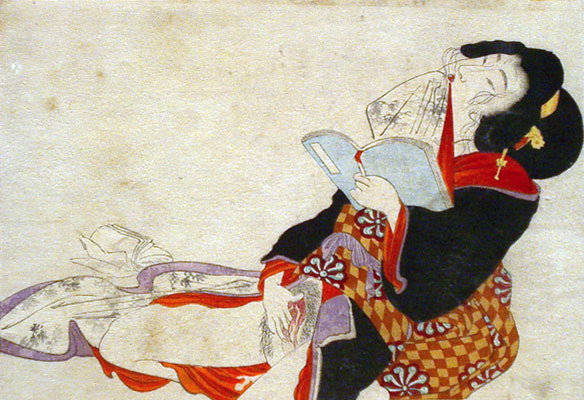
一幅有關自慰的春宫图（1910年代）

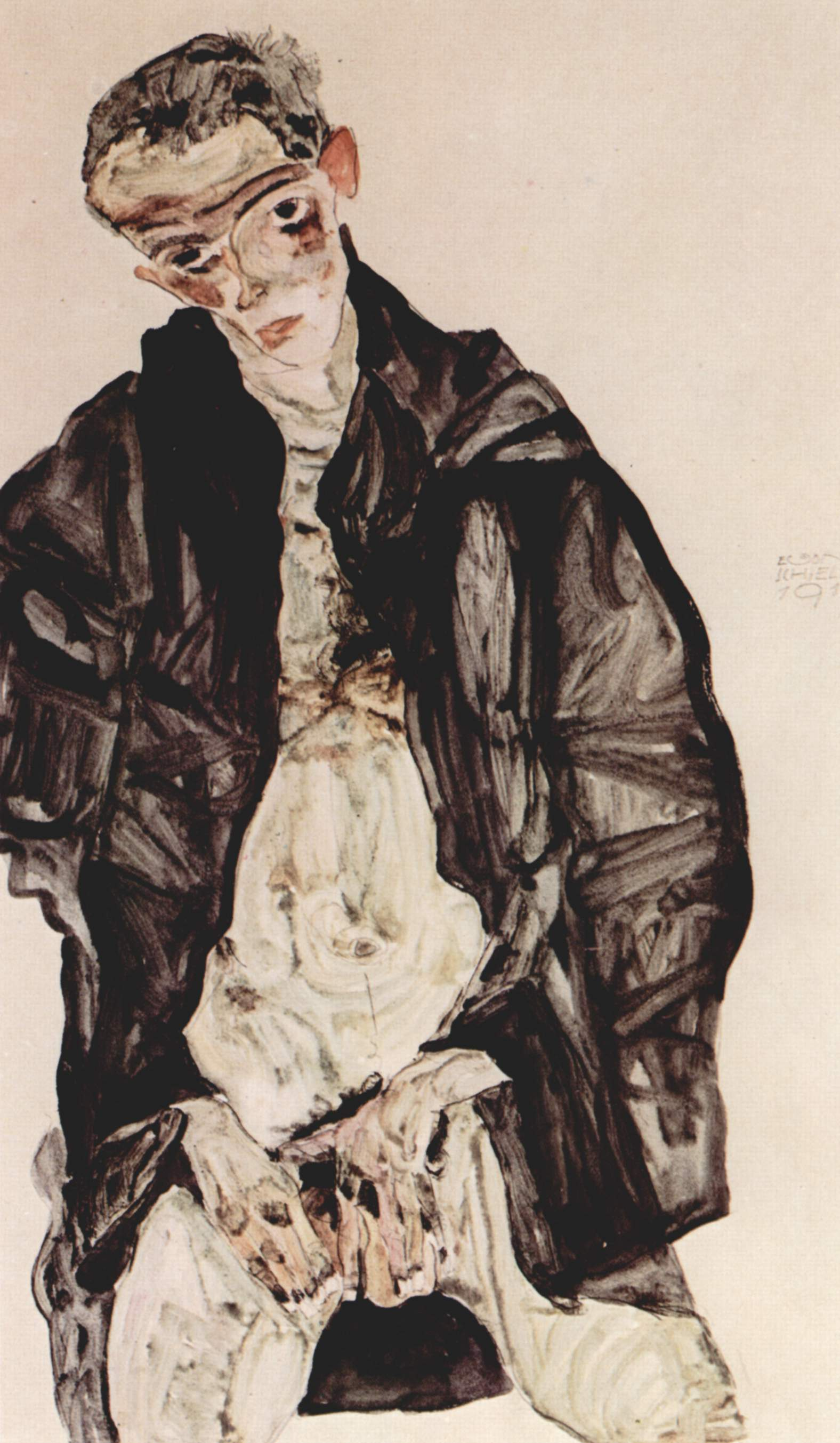
埃貢·席勒於1911年描繪自己自慰的自畫像

世界各地的史前岩畫中有不少有关男性自慰的描繪，大部分古人一般把人類性行為與豐富的大自然連繋起來。在公元前4000年，就有一個置在馬耳他古廟的女性泥人擺出自慰的姿勢。然而，古代世界的描繪中較常出現男性自慰的情景。
據記載，古蘇美爾人對性採取較寬鬆的態度，對他們而言，自慰不論獨自或與伴侣一起進行，都是提高性技巧的常見技術。
男性自慰的情景在古埃及的圖像中更為重要。埃及人認為神的自慰是一種具創造性或具魔法力量的行為，他們亦認為創世神亞圖姆以自慰射精的方式創造了整个宇宙：神話中他通過向手射精，再把精液放入自己口中射出的方式，創造了第一對子女休（shu）和泰芙努特（tefunt）:12。因此當地人視尼羅河的潮水漲退跟亞圖姆的射精頻率有關，埃及法老曾为此在尼羅河中進行一次性儀式（自慰）。
古希臘人對自慰採取比埃及人寬鬆的態度，古希臘人認為自慰是其他性行为的正常替代品，他們認為自慰是對抗性饑渴的方法。古希臘人還在藝術和寫作中描述女性的自慰。古希臘人認為赫耳墨斯（Hermes）為了厄科仙女（Echo）拒絕其兒子潘（Pan）追求一事，而教他透過自慰解憂。潘其後教年輕牧羊人如何自慰，故此自慰是上帝的禮物。

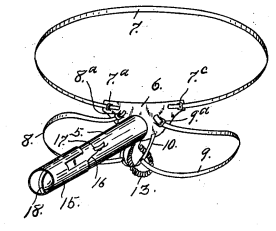
獲得專利的裝置，以電擊、響鈴、內邊緣管內的尖刺插入陰莖的方式防止肇事者自慰，整份專利文件：頁 1, 2, 3, 4

在非西方的觀點中，中國傳統醫學、道術，以及武術的教師和實踐者則認為自慰可導致男性的生命能量水平降低。非洲刚果盆地、阿卡、贊比亞、勒斯和伊圖裡民族這些地方在他們的語言中都缺乏一個詞語去形容自慰，以及對自慰的概念感到困惑。

### 西方世界的觀點演變

#### 18世紀
「Onanism」是一個混成詞，由專有名詞「Onan」加上後綴「-ism」所組成。18世紀時「自我污瀆」（self-pollution）、「不純」（impurity）等概念日益跟人們所認定的各種性惡習和犯罪扯上關係（比如姦淫、雞姦、通姦、近親性交）；為了回應17世紀的放蕩文化，中產階層的道學家開始傾向於對禮儀進行改革，並對身體作出更嚴格的規制。但是他們卻更為關注一項「秘密且私人的犯罪」（自慰），兼認為打破道德規限此一舉動跟身心上的不適是有聯繫的。於是人們開始投放更多的注意力於這種遭認為會影響男性性能力的疾病上，並積極尋求預防和治療方法。
在1716年於倫敦發表的小冊子《俄南之罪》（Onania），首次在英語中用「onanism」指代自慰（出自《聖經》，其記載猶大之子俄南(onan)的兄長去世，留下妻子，無子，俄南父親命令他與嫂子性交，以便為其兄傳宗接代。俄南不願意，與嫂子性交時中斷而泄精於地，使耶和華不悅，耶和華就把俄南殺掉。），此一小冊子可能是荷蘭神學家巴爾薩澤·貝克博士所编的；並以可憎的罪去形容自慰，警告人們自慰会導致陽痿、淋病、癲癇和官能的浪費（包括從生病和受強迫性自慰影響的年輕男子收到的信件和推測）:65。但《線上詞源學字典》（Online Etymology Dictionary）則宣稱早在1727年時就已有「onanism」的使用記錄。英國醫生羅伯特·詹姆斯（Robert James）於1743-45年對外發表《醫學詞典》（A Medicinal Dictionary）一著，當中將自慰形容為「最可悲和通常無法治癒的疾病的根源」，並指出「大概沒有哪一種罪會產生这麽多的醜惡後果」。瑞士醫師萨缪埃尔·奥古斯特·蒂索亦對「自慰病」進行了諸多驚駭的描述：在1760年，他發表了关於所謂自慰的不良影響的醫學論文《自慰，或論自慰所導致的紊亂》（Onanism, or a Treatise Upon the Disorders Produced by Masturbation），在當中引用他在瑞士洛桑的年輕男性病例作為論證基礎，認為精液是「人體的精華」和能激發活力，当精存量不足時，「会導致體力、記憶力，甚至理解力明顯下降，引出視力模糊、神經痛、各類痛風和風濕病、血尿、食慾不振、頭痛及其他不必詳細列出的毛病」，並稱自慰是一種必須治療的病症，他認為流失一盎司的精液相當於失去四十盎司血液:92、98。雖然蒂索的想法現在被認為只是猜測，他的論文發表時不存在現代的實驗生理學:100-101。但蒂索的論點被許多人以至像康德和伏爾泰般的名人承認和回應:107、120。

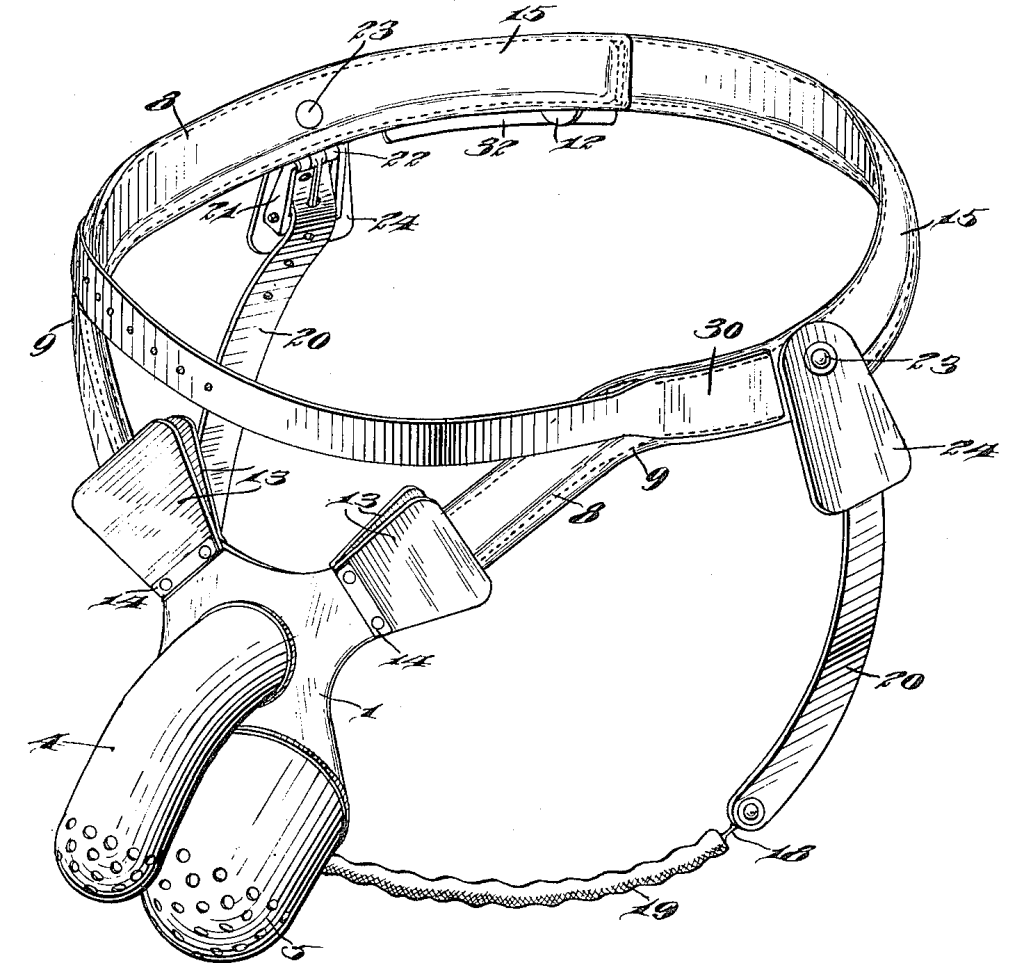
貞操帶的圖像，取自專利文件，整份專利文件：頁 1, 2, 3, 4, 5, 6

#### 19世紀
在维多利亚时代，醫学上譴責自慰符合当時社會普遍存在的保守主義思想，及反對性開放的主流社會價值觀。当時有建議特别定製男孩的褲子，使生殖器無法通過口袋觸碰；用防止自慰的長凳讓孩子坐的時候雙腿能打開，阻止学生跷腳或並攏雙腿:30；女孩被禁止騎木馬:26和踏自行車，因為這些活動所產生的感覺被認為與自慰太相似了。仍「沉溺」於這種習慣的男孩和年輕男子則会被指「弱智」。人們於是設計了許多治療方法，其中包括清淡少肉的飲食。這種方法為約翰·哈維·家樂（玉米片的發明者，他更標榜玉米片是「健康、馬上吃，並防止自慰的早餐」）和史維史特·葛漢（全麥餅乾的發明人）之推廣。讓·埃斯基羅爾在他的《論瘋狂》（Des Maladies Mentales）中寫到自慰是「所有國家公認的瘋狂成因。」
那時的醫學文獻介紹了各種治療自慰的方法，比如電擊治療、陰部扣鎖:146、束縛設備（如貞操帶、拘束衣、应用金属的阴茎夹具）、燒灼孩童的尿道，乃至生殖器外科切除手術:142。新生兒包皮環切在当時美國和英國被廣泛實行，因為其認為對自慰至少起了部分預防作用。在往後的數十年裡，更嚴厲的防止自慰手段越來越多用了心理上的技巧，如警告人們自慰会導致失明、手心長毛、發育不良。当中有些誤解即使到了今天仍然存在。有研究者表示：「這是宗教和醫學史上最黑暗的一頁。」
1897年，因哈維洛克·艾利斯所寫下的《性心理研究》（the Psychology of Sex），醫學界對自慰的態度開始改變，他在質疑蒂索的前提下，把該時代自慰的名人指出，然後去反駁每個據稱是自慰導致的疾病。他在書中寫下「一般性的結論……有節制的自慰對健康的人而言，並不会對健康造成嚴重損害。」:164

#### 20世紀
在1905年，西格蒙德·弗洛伊德在他的《性學三論》中寫到了自慰，並將其與上癮物質扯上關係。他描述了嬰兒時、4歲時和青春期時的人類的自慰。在同一时间，女性患上歇斯底里（hysteria，從希臘語「子宫」（hystera or uterus）演變而來）的醫療處方是要其自慰，包括使用最早期的按摩棒及以安慰劑藥膏摩擦其生殖器。
英國童軍總會的創辦人羅伯特·貝登堡在1914年版的《童軍警探》中，寫了一章警告人們自慰的危害的文章，這一章指出，個人應以體力活動抗拒誘惑，避免自慰:179，然而到了1930年，童軍雜誌（The Scouter）的編輯F·W·W·格里芬博士，在一本寫給羅浮童軍的書中指出自慰是「發展的一個很自然的階段。」，並引用埃利斯的研究工作，認為「努力達至完全禁慾是一種非常嚴重的錯誤。」
美國心理分析家威廉·賴希在他1922年的文章《關於自慰的具體形式》中，試圖確定自慰健康和不健康的方式，並嘗試找出自慰與性傾向或與性心理疾病的关係，因为当時人們認为自慰会導致同性戀。
美国性學家阿爾弗雷德·金賽於20世紀40年代至50年代的研究——《金賽報告》中指出，自慰是男性和女性的本能行為。美国性学家麥斯特與強生于20世纪60年代对大量的男女自愿者在实驗室进行有关自慰的生理测试，结果发现自慰与正常的性交在生理方面没有任何区别:320:63。自慰亦於該年代從《精神疾病診斷與統計手冊》中剔除。
1974年，由布尔诺博士編寫的《心理学》教科书第九章《性行为》中提到：「在心理学家、精神病学家、医师以及其他从事精神卫生和身体保健的人员中，得到广泛赞同的意见是：自慰既不是不正常的，也不是对身体有害的行为。」
托馬斯·薩斯說這是科學共識的轉變，「自慰：人類最初的性活動。在十九世紀它是種疾病，在二十世紀它是種解藥。」1991年6月第十届世界性科学大会召開之時，荷兰卫生、文化和社会部部长隨即在其开幕式上宣告：「自慰以前被认为是一种病态，但现在认为无害甚至是健康的行为。如果某人有性问题，那他不会是自慰者，而恰恰是那些不能自慰的人！」
1994年，美國三藩市的一名外科醫生喬伊斯林·埃爾德斯指出，應把「自慰無害且安全」納入學校課程之中，但最終因反對者斷言她在推广如何自慰而被迫辭職。

#### 21世紀
在21世紀，自慰的實踐和文化觀點仍是不斷在變化，部分可歸因於科技的發展。例如數碼照片或實況影片使得人們可跟他人播送或互相直播自己的自慰經歷。跟遠程性愛有關的科技仍在發展。在BBC的電視節目《21世紀的愛》（Love in the 21st Century）中，自慰仍能直接地用作當中一集的名字。

### 污名化
儘管許多醫療專業人員和科學家發現大量證據表明自慰是健康無害的，以及為人類经常進行的行為，但關於自慰的污名化至今仍然存在。
2013年11月，14岁的馬修·伯德特（Matthew Burdette）被同學拍攝到其自慰，並受到欺凌，他因此自殺身亡。
1994年，調查研究人員發現半數自慰的男女仍會有罪惡感，證實了當代男女依然無法擺脫自慰的污名（Laumann, et al. 85），另一項兩千年所發表的研究顯示青少年男性經常不敢承認自己會自慰（Halpern, et al. 327）。
此外據索倫森於1973年的調查顯示，只有19%的訪談對象從不對自慰內疚，很少及有时內疚的分別各有32%，另外的17%則經常內疚:346。

### 宗教團體的看法

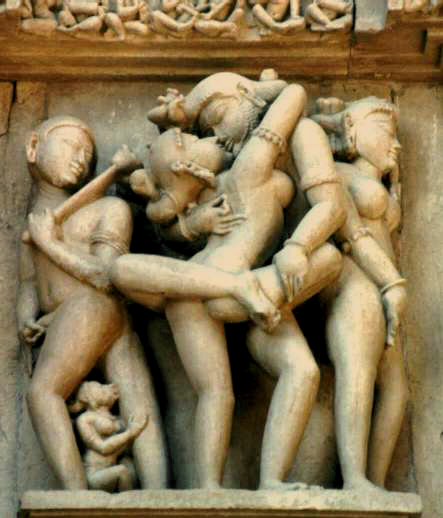
印度中央邦克久拉霍的一座寺廟的浮雕，描述一對情侶在性擁抱（sexual embrace），而一個男人和一個女人在兩側自慰

各種宗教團體對自慰的看法分岐很大，從完全不容許（如羅馬天主教，認為是涉及避孕及非自然性行為）至鼓勵自慰（如坦陀罗）的也有。

### 法律
從幾乎不受限制地接受以至完全違法，自慰的法律限制在不同時期也有不同。17世紀，清教徒為主的北美殖民地纽哈芬市的法律定明「褻瀆神明者、同性戀和自慰」皆能處以死刑。
通常情況下，在陌生人眼前自慰会受到一般性法律追究，比如视之为干犯公眾猥褻罪；有些法律則会具體提及自慰。《1847年英国城镇警察条款法》（Town Police Clauses Act 1847）第28條列明在公眾場所自慰是違法行為，處罰取決於一系列環境因素，可能会是困在監獄裡14天。在美國，每个州的法律有所不同，2010年，阿拉巴馬州最高法院堅持在州法律列明「售賣性玩具」為刑事犯罪。在北卡羅來納州的夏洛特市，在公眾場所自慰是三级罪行（class 3 misdemeanour）。2013年，在瑞典海灘有人發現一名男子自慰，但有关其性侵犯的罪名被判无效，因为法庭發現他的活動並沒有針對任何人。
在台灣，意圖供人觀覽猥褻行为（刑法第 234 條）、於公共場所或公眾得出入之場所任意裸體或為放蕩之姿勢（社會秩序維護法第83條）皆屬違法行為，所以在陌生人眼前自慰会受到法律追究。在香港，公眾場所自慰会觸犯有違公德罪（香港法例第221章第101I條）及公眾地方行為不檢罪（公安條例第245章第17B條），可判入獄兩年。
由於監獄的环境令人难以疏導性需要，故此是否應該在美國懲教院所推廣自慰存在爭議，美國懲教設施普遍限制色情製品的流入。康涅狄格州懲教部的官員說，這些限制是為了避免囚犯對管教人員抱有敵意。其他研究人員認為，允許自慰可以幫助囚犯以他們的想像力釋放他們的性衝動，而不是在監獄裡強姦或參與其他非自慰的性行為，其可能会造成性傳播疾病或其他健康風險。

## 文化觀點和實踐

### 捐精
男性自慰所獲得的精液可以用於像人工授精和體外受精般的第三方生殖過程，这可能会使用男方或捐助者的精子。基於倫理方面的考慮，一般禁止未成年人捐精。
在精子銀行或生育診所，可能会設立一個特殊的房間或小屋，使男性可以在那自慰，放出用於生育治療（如人工授精）的精液。大部分用於捐精和所有捐精者捐獻给精子庫的精液，都是以此方式採集。相关設施通常会給男性提供一張床或沙發，亦可能會提供色情電影或其他刺激物。

### 性教育中對自慰的鼓勵
在英國，2009年由謝菲爾德英國國家衛生服務發出的性教育小冊子的標語是「一日一高潮，醫生遠離我」。它還說：「專家主張每天5份蔬菜水果，和每週3天30分鐘的身體活動，那每週兩次性行為或自慰又如何？」這本小冊子已分發給家長、教師和青少年工作者，其目的是通過對年齡較大的學生講述愉快的性愛所帶來的好處來使性教育更合乎時代。它的作者曾經說過不少時間專家都集中在進行安全性行為的需要和關係的承諾，而忽略了主要的原因——「很多人發生性關係」。小冊子的題目是樂趣。其作者之一表示「相反，推動青少年的性生活，可以鼓勵年輕人推遲失去童貞，直到他們確信自己能享受這種經歷。」
西班牙自治區埃斯特雷馬杜拉在2009年啟動了一項性教育計劃，以鼓勵14至17岁的青少年進行「性的自我探索，發現自我愉悅」，該活動花了14,000歐元，耗資於傳單、愛好者雜誌、研討會等項目。其中会教導他們自慰的技巧、針對避孕與自我尊重的建議。這一活動的口號「快樂在你自己的手中」激怒了當地的右翼政客和挑戰傳統天主教會的看法，來自鄰近地區的官員表示有模仿舉辦这一活動的興趣。
教科書《安寧療護的護理：為結束的生命狀態提供優質護理服務》（Palliative care nursing: quality care to the end of life states）指出：「身患絕症的人他們的自慰習慣很可能與一般人沒有什麼不同。安寧療護的從業人員應經常詢問他們的患者有什麼妨礙他們自慰，然後如果它的確被妨礙，就为患者解決此問題」

### 成年禮
有一些文化的成年禮的內容是由部落長老的手为男性手淫，並令其體会第一次的高潮射精。一些部落如阿根廷的一支印第安人，他們的男女兒童很早就有性活動，4－5岁時会在朋友間進行手淫活動。

## 大眾文化

### 繪畫

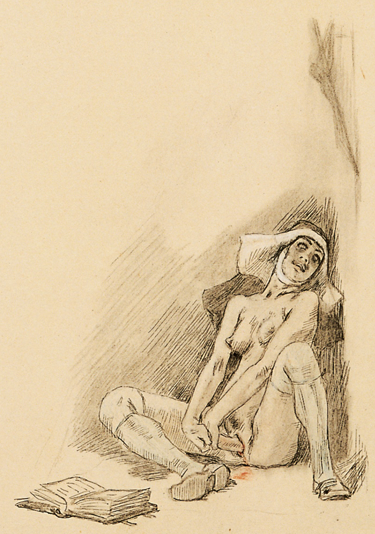
费利西安·罗普斯（1833-1898）的（Religious ecstasy illustrated as masturbation）

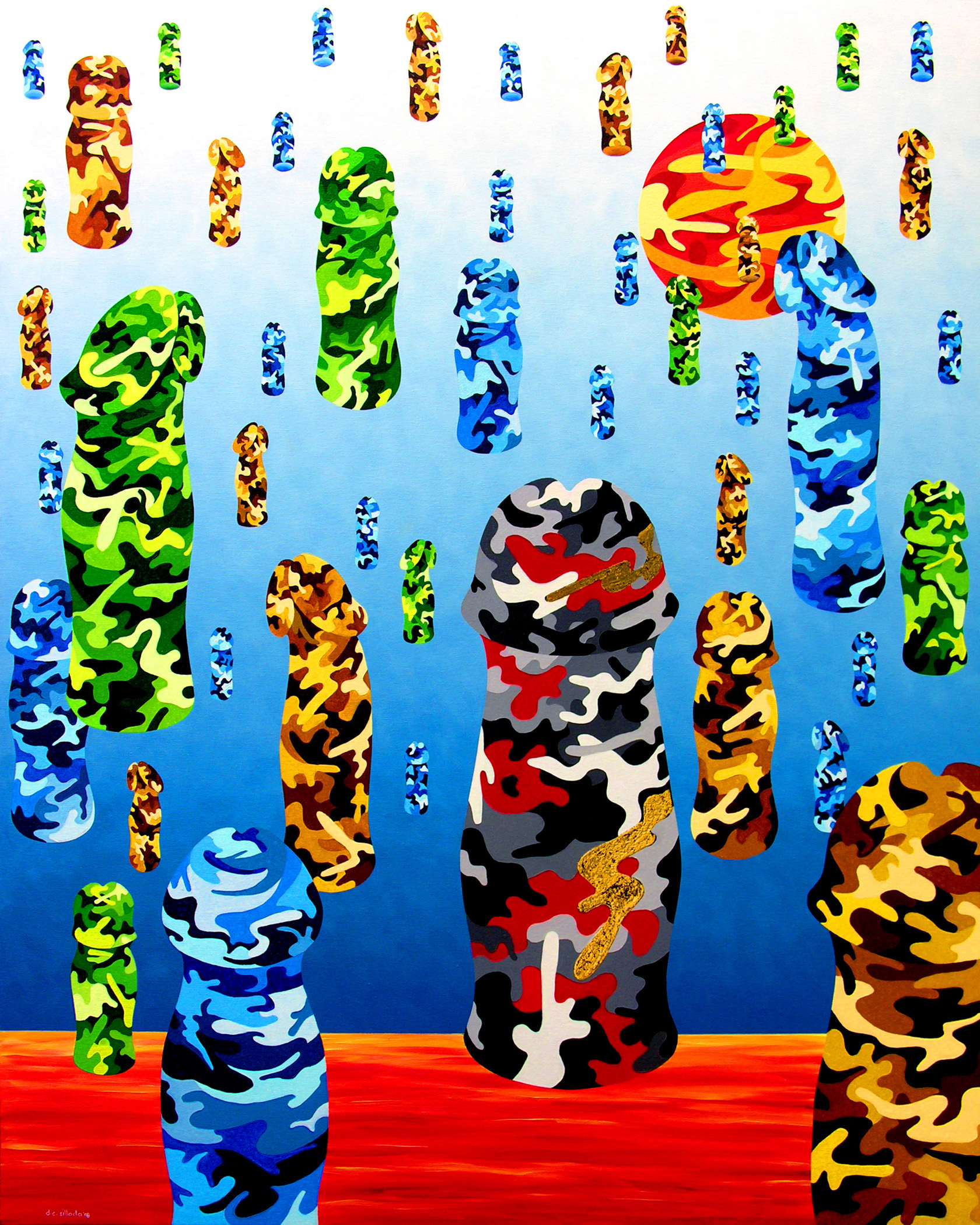
由丹尼·西拉達（Danny Sillada）於2009年所繪畫的（Political Masturbation on Mass Media and Television）

世界各地的史前岩畫都有有關男性自慰的描繪，大部分古人一般把人類性行為與豐富的大自然連繋起來。公元前4000年馬耳他古廟的泥人中有一個描繪了一位女性在自慰。19世紀下半葉，費里西恩·洛普斯（Felicien Rops ）的一幅作品在大眾媒介與電視上的政治式自慰《瑪麗妓女收容所》（Mary Magdalene ）描绘了一个女郎在缚着巨大陰茎的十字架旁自慰:633。20世纪60年代，人类学和考古学专家从意大利庞贝火山遗址的壁画中发现，古罗马的公共浴室的壁画中，就有表现上层罗马人士自慰的描繪。

### 音樂
在流行音樂，有不少關於自慰的著名歌曲，比如查克·貝里的My Ding-a-Ling、谁人乐队的Mary Anne With The Shaky Hand以及Pictures of Lily。
更近期的流行歌曲包括：傑克遜·布朗的Rosie、音樂團體Divinyls的I Touch Myself、音樂團體The Limousines的Very Busy People、比利·爱多尔的Dancing with Myself、加里·努曼的Everyday I Die、唐妮·布蕾斯顿的You're Makin' Me High、黑暗乐队的Holding My Own、丹妮·米洛的Vibe On、布蘭妮·斯皮爾斯的Touch of My Hand、吵鬧公雞樂團的Orgasm Addict、比利·乔尔的Captain Jack、年輕歲月的Longview、眨眼182的M+Ms、暢所欲言樂團的Wow, I Can Get Sexual Too、粉红佳人的Fingers和U + Ur Hand、Lady Gaga的So Happy I Could Die、苦．百合的Masturbating Jimmy、Gob樂團的When Life Gets Boring、Semisonic樂團的Get a Grip、王子的Darling Nikki。辛迪·劳帕於1983年錄製的She Bop是前十五首歌曲之一需要因色情內容而貼上家长指导标识。羅波在访谈节目The Howard Stern Show中，聲稱她是在裸體的狀態下錄製該首歌曲的聲軌。有些人認為，比利·乔尔的歌曲The Stranger也是關於自慰的。

### 文學
《西厢记》第三本寫紅娘調戲張生自己先“指頭兒告了消乏。”，這裡即是指自慰。李日华《南西厢记·乘夜踰垣》：“为你两下里情谦洽，张先生，将指头儿告了消乏。”亦同；《红楼梦》第12回“王熙凤毒设相思局，贾天祥正照风月鉴”中，贾瑞“想着凤姐得不到手”，不觉有些“指頭兒告了消乏”。《照世怀》描寫夢花生偷听巫娘与人偷情，“一时间云雨起来，津津声响。梦花生听见，那物直竖起来，不免五姑娘一齐动手”。《绣榻野史》中的主人公东门生偷窺赵大理和自己的妻子通奸，“看了半晌，也兴动起来，把手紧紧擦着自家的球儿，一边看一边弄，弄得精儿溅在书房窗下矮墙脚边。”《巫梦缘》載，“把书推开了，口里喃喃的道：‘许久不和女人弄耸，好不火盛。’说言未了，把手在裤裆里提出阳物来，连忙一擦一擦，打起手铳来。”清代小说《别有香》描寫适阿姐的儿子才十三歲便會自慰，“人却长成，欲窦就开，晓得去勒罐儿。三四个立将拢来赌勒，看哪个勒得精远。”勒罐儿指的就是自慰。《独逸窝退士笑笑录》載少年韩崶因進行手淫時受驚，“遂痿。然不敢告人，久而失治，终身不复举。”。《金瓶梅》也有描寫潘金莲、李瓶儿、杨春梅等人的自慰行为。
1858年的長篇小說《艾瑞克，或漸漸堕落》寫了自慰，但通篇沒有出現自慰一詞，而是提到舊約的基博羅－哈他瓦，在那埋葬的人都因淫欲而被主处死:138。
1972年10月，澳大利亞推行一項致使菲利普·羅斯的小說《波特諾伊的怨訴》遭到取締的審查制度。其取締原因在於當中多次提及自慰，該審查制度在該時引起輿論。
《一千零一夜》中亦有一首讚美用香蕉自慰的詩：「啊香蕉，柔軟光滑的皮膚，你讓少女眼界大开……在水果中只有你有一顆怜憫的心，啊，你是寡婦和离婚婦女的慰藉」:339。
在整個文學界上，對自慰的描寫和提及越来越多，甚至促進了某些作家的文學生產，比如托马斯·伍尔夫、奥诺雷·德·巴尔扎克、約翰·齊弗、古斯塔夫·福樓拜。

### 電視節目
宋飞传的其中一集標題叫《竞赛》，該節目的主角參加了一個比賽，看看誰能忍耐自己不自慰最長時間，由於宋飞传的播放电視台全国广播公司不認為自慰是黃金時段的節目的合適話題，所以並沒有使用過「自慰」一詞，取而代之使用一系列委婉的說明。
另一个全国广播公司節目，柯南·奧布萊恩深夜秀中，其有一個角色被稱為自慰熊（Masturbating Bear），演員利用服裝扮演一隻穿上紙尿褲的熊，該自慰熊會觸摸他的紙尿褲去模擬自慰。
2007年3月，英國廣播機構第四台，做了一季有關自慰的電視節目， 該節目叫「Wank Week」（Wank是英國英語對自慰的特用詞），該節目引來了公眾對機構高層的抨擊，並引起對編輯人員的標準和該機構公共廣播服務許可的質疑，虽然該節目因此取消上映。

### 色情作品
在色情作品中，對男性和女性自慰的描寫是常見的，這點同樣適用於同性戀色情片。收藏於金賽性、性別與生殖研究中心的最早色情電影之一《在晚上》，其以女性自慰的場景為開首。汤姆·沃夫在1985年把男同性戀色情片中獨自演出的情節形容為「一方或雙方主動和/或被動」，並把女性獨自演出的情節說成是「完全被動」。贏得成人影帶新聞獎的單獨演出色情片包括《獨自一人》、《單獨的魅力》（Glamour Solos）。

### 政治
2019年8月，香港立法會議員何君堯如常用Facebook，表達個人政治觀點時與人爭吵。「修例風波」和「元朗暴力」爭論期間，雖然其中一位女網友勸他向警察自首，但何君堯卻要求對方「自慰」。結果引起性騷擾和性別歧視爭議，遭網友和媒體熱論。何君堯刪去部份言論，但未向女性道歉而否認指控，並稱：「對曱甴是沒有性騷擾的！」。之後，繼續與他人政見相對。

## 動物的自慰
人類已記錄了許多物種的自慰行為，比如狗、雄鹿、犀牛、雄猴、狒狒、豪猪、海豚、雄驴、象、龜、企鵝，一些物種的個體已知会造出用於自慰的工具。